# Ephesia maculata
Ephesia maculata är en fjärilsart som beskrevs av Benoît Vincent 1919. Ephesia maculata ingår i släktet Ephesia och familjen nattflyn. Inga underarter finns listade i Catalogue of Life.